# 皮亞塞茨基PA-97
皮亞塞茨基PA-97是一款由皮亞塞茨基公司製造的飛船，由四架直升機提供動力，首次試飛便墜毀。

## 發展
在1980年代初美國林務處與皮亞塞茨基飛機公司簽定合同，研發一飛能運輸26噸木材的飛艇，以克服陸路運輸所遇到的地形障礙。新飛艇由N級软式气艇和四具退役的西科斯基H-34J直升機組成，直升機的尾旋翼被移除，飛艇下面有一個骨架連接四具直升機。此怪異設計受到許多人的質疑，但仔在1986年7月1日的雷克赫斯特海軍航空站進行首次升空。升空不久後因整個骨架的振動使四具直升機脫落，造價4,000萬美元的飛艇僅升空幾秒便告終。此意外導致一名機師死亡